# Рутино
Рутѝно (на италиански: Rutino) е село и община в Южна Италия, провинция Салерно, регион Кампания. Разположено е на 371 m надморска височина. Населението на общината е 889 души (към 2011 г.).